# Minganie
Minganie – regionalna gmina hrabstwa (MRC) w regionie administracyjnym Côte-Nord prowincji Quebec, w Kanadzie. Stolicą jest miejscowość Havre-Saint-Pierre. Składa się z 9 gmin: 7 gmin (municipalités), 1 kantonu i 1 terytorium niezorganizowanego. Minganie pomniejszyła się 7 lipca 2010 roku o terytorium niezorganizowane Petit-Mécatina, które zostało włączone do nowo utworzonego MRC Le Golfe-du-Saint-Laurent.
Minganie ma 6 582 mieszkańców. Język francuski jest językiem ojczystym dla 79,3%, innu-aimun dla 20,1%, a angielski dla 0,8% mieszkańców (2011).